# Орленков, Пётр Измайлович
Пётр Измайлович Орленков (25 декабря 1876, Воскресенское, Бронницкий уезд Московской губернии — 16 ноября 1937, Бутовский полигон) — иерей, святой Русской православной церкви, причислен к лику святых как священномученик для общецерковного почитания в 2000 году.

## Биография
Родился 25 декабря 1876 года в селе Воскресенском Бронницкого уезда Московской губернии (ныне Раменский район Московской области). Отец — священник Измаил Орленков.
В 1890 году окончил Донское духовное училище (Москва). В 1896 году окончил Московскую духовную семинарию и в том же году был рукоположён в сан священника. Служил в храмах Московской епархии в 1896—1930 годах. В 1930 году был назначен служить в Воскресенский храм, существовавший в то время в селе Кондрево Коломенского района Московской области (ныне Ступинский район Московской области).
Отец Пётр в это время проживал в Ольхове Озерецковского района Московской области. В июле 1937 года церковь под предлогом аварийного состояния здания была закрыта. После закрытия церкви отец Пётр поселился в Кондреве и жил там вплоть до своего ареста.
Отец Петр был арестован 28 октября 1937 года по обвинению в контрреволюционной деятельности и заключён в тюрьму города Коломны (ныне следственный изолятор № 6 УФСИН по Московской области). Был судим 15 ноября 1937 года тройкой при УНКВД СССР по Московской области. Одна из женщин, вызванная в качестве свидетеля, показала, что 26 сентября Орленков возле церкви публично выражал недовольство закрытием церкви по надуманной причине и указывал, что такой произвол противоречит новой Конституции СССР. На вопрос следователя, признаёт ли Орленков себя виновным в том, что вёл резкую контрреволюционную агитацию среди населения деревень Сенькино и Кондрево, отец Пётр ответил отрицательно. 15 ноября 1937 года тройка НКВД приговорила Петра Орленкова к расстрелу по обвинению в «контрреволюционной агитации» (ст. 58-10 Уголовного кодекса РСФСР). Отец Пётр был расстрелян на следующий день, 16 ноября 1937 года. Прах покоится в безвестной общей могиле на Бутовском полигоне под Москвой.

### Канонизация
Реабилитирован Прокуратурой Московской области 28 июня 1989 года.
Канонизирован как священномученик 20 августа 2000 года Архиерейским собором Русской православной церкви по представлению Московской епархии.
Житие составил архимандрит Дамаскин (Орловский).

## Дни памяти
- Собор новомучеников и исповедников Церкви Русской.
- День мученической кончины в 1937 году: старый стиль — 3 ноября, новый стиль — 16 ноября.